# Кизнер (село)
Кизнер — село в Кизнерском районе Удмуртской Республики России.

## География
Село находится в юго-западной части республики, в зоне хвойно-широколиственных лесов, на правом берегу реки Люга, на расстоянии примерно 1 км (по прямой) к северу от посёлка Кизнер, административного центра района. Абсолютная высота — 93 м над уровнем моря.

### Климат
Климат характеризуется как умеренно континентальный. Среднегодовая температура воздуха — 2,5 °С. Средняя температура воздуха самого тёплого месяца (июля) — 18,7 °C; самого холодного (января) — −14,2 °C. Среднегодовое количество атмосферных осадков составляет 400—450 мм, из которых до 300 мм выпадает в тёплый период.

### Часовой пояс
Село Кизнер, как и вся Удмуртская Республика, находится в часовой зоне МСК+1. Смещение применяемого времени относительно UTC составляет +4:00.

## Население
| 2010 | 2012  | 2015  |
| ---- | ----- | ----- |
| 1553 | ↘1487 | ↘1438 |

### Национальный состав
Согласно результатам переписи 2002 года, в национальной структуре населения удмурты составляли 55 % из 1661 чел., русские — 43 %.